# Helmut Fickenscher
Helmut Fickenscher (* 6. September 1962 in Altdorf) ist ein deutscher Virologe, der an der Christian-Albrechts-Universität zu Kiel lehrt.

## Leben
Fickenscher absolvierte ein Medizinstudium an der Friedrich-Alexander-Universität Erlangen-Nürnberg, das er mit der Promotion 1989 abschloss.
Er arbeitete von 1988 bis 1989 als Wissenschaftlicher Angestellter an der Universität Erlangen-Nürnberg, von 1989 bis 1991 als Stipendiat der Deutschen Forschungsgemeinschaft am Max-Planck-Institut für biophysikalische Chemie in Göttingen. Von 1991 bis 2001 war er Wissenschaftlicher Angestellter und Arbeitsgruppenleiter am Institut für Klinische und Molekulare Virologie der Universität Erlangen-Nürnberg, wo er 1998 habilitierte. 2001 erhielt er den Forschungspreis der Varicella Zoster Virus Research Foundation in New York.
2002 erhielt er einen Ruf als Professor an die Ruprecht-Karls-Universität Heidelberg, wo er bis 2005 lehrte. Seit April 2005 hat er einen Lehrstuhl für Virologie an der Christian-Albrechts-Universität zu Kiel inne und ist Direktor des Instituts für Infektionsmedizin am Universitätsklinikum Schleswig-Holstein (UKSH).
Er ist seit 2017 Präsident der Deutschen Vereinigung zur Bekämpfung der Viruskrankheiten (DVV).